# Çine
Çine ist eine Stadt im gleichnamigen Ilçe (Landkreis) im Süden der türkischen Provinz Aydın und gleichzeitig ein Stadtbezirk der 2012 geschaffenen Büyükşehir belediyesi Aydın (Großstadtgemeinde/Metropolprovinz).
Der Ort erhielt 1880 den Status einer Belediye (Gemeinde).
Seit einer Gebietsreform 2014 ist der Ilçe (Landkreis) flächen- und einwohnermäßig identisch mit der Kreisstadt, die ehemaligen 67 Dörfer und 2 Gemeinden des Kreises wurden Mahalle (Stadtviertel) der Stadt.

## Sehenswertes
Wenige Kilometer westlich von Çine liegen beim Dorf Doğanyurt die Ruinen der antiken karischen Stadt Alabanda.